# Cratyna boracensis
Cratyna boracensis är en tvåvingeart som beskrevs av Lane 1960. Cratyna boracensis ingår i släktet Cratyna och familjen sorgmyggor. Inga underarter finns listade i Catalogue of Life.